# Карпов Володимир Васильович
Володимир Васильович Карпов (рос. Владимир Васильевич Карпов; 28 липня 1922, Оренбург — 18 січня 2010, Москва) — російський радянський письменник, публіцист і громадський діяч. Автор романів, повістей, оповідань та досліджень про Другу світову війну, зокрема про співпрацю НКВД та Гестапо з 1938 року. Кандидат у члени ЦК КПРС у 1986—1988 роках. Член ЦК КПРС у 1988—1991 роках. Депутат Верховної Ради СРСР 11-го скликання. Народний депутат СРСР (1989—1991). Герой Радянського Союзу (4.06.1944)

## Життєпис
Володимир Карпов народився в Оренбурзі 28 липня 1922, жив і навчався в школі в Ташкенті.
З 1939 року служив у Червоній армії. Навчався в Ташкентському піхотному училищі РСЧА (1939—1941). Був чемпіоном Узбекистану і республік Середньої Азії з боксу в середній вазі.
У квітні 1941 року, будучи курсантом, за доносом був репресований. У 1942 році під час Німецько-радянської війни у складі штрафної роти 629 стрілецького полку 134 стрілецької дивізії воював на Калінінському фронті. У лютому 1943 року за проявлену хоробрість у боях з нього було знято судимість. У тому ж році прийнятий до лав комуністичної партії. Надалі був командиром взводу розвідників, за виявлену мужність отримав медаль «За відвагу». Отримав звання старшого лейтенанта. Брав участь у захопленні 79 «язиків». Член ВКП(б) з 1943 року.
Указом Президії Верховної Ради СРСР від 4 червня 1944 В. В. Карпову присвоєно звання Героя Радянського Союзу.
У 1944 році після лікування тяжкого поранення став слухачем Вищої розвідувальної школи Генерального штабу. У 1945 році опублікував свої перші літературні твори.
У 1947 році закінчив Військову академію ім. М. В. Фрунзе, в 1948 році — Вищі офіцерські курси Генерального штабу Радянської армії, а в 1954 році — вечірнє відділення Літературного інституту ім. М.Горького.
Працював викладачем Вищих офіцерських курсів, старшим офіцером Генерального штабу, помічником начальника воєнного училища. Прослужив понад 10 років в Середній Азії в Туркестанському військовому окрузі. Був командиром полку (Памір, Каракуми) і начальником штабу дивізії (Кушка). З 1962 року — член Спілки письменників СРСР.
Після виходу у відставку з військової служби з 1965 по 1968 рік працював заступником головного редактора Державного комітету Ради міністрів Узбецької РСР із друку та був заступником голови правління Спілки письменників Узбецької РСР. У 1968—1972 роках — на літературно-творчій роботі.
У 1972—1979 роках — 1-й заступник головного редактора журналу «Октябрь». У 1979—1981 роках — 1-й заступник головного редактора, в 1981—1986 роках — головний редактор журналу «Новый Мир».
З 1986 по січень 1991 року був першим секретарем правління Спілки письменників СРСР.
Помер 18 січня 2010 року. Похований на Троєкуровському цвинтарі Москви.

## Нагороди та премії
- Герой Радянського Союзу (4.06.1944)
- два ордени Леніна
- Орден Жовтневої революції
- Орден Червоного Прапора
- Орден Вітчизняної війни I ступеня
- Орден Трудового Червоного Прапора
- два ордени Червоної Зірки
- медалі
- Почесний громадянин міста Ташкент і міста Смоленськ.
- Державна премія Узбецької РСР (1970)
- премія ім. О. О. Фадєєва (1975)
- премія Міністерства оборони СРСР (1977) за роман «Взяти живим»
- Державна премія СРСР (1986) за повість «Полководець»

## Деякі твори
- «Двадцять чотири години з життя розвідника» (1960);
- «Командири сивіють рано» (1965);
- «Маршальський жезл» (1970);
- «Взяти живим!» (1974), роман
- «Не мечем єдиним» (1979), роман
- «Полководець» (1984) — документальна повість про генерала Петрова;
- «Маршал Жуков, його соратники і противники в роки війни і миру», у 2 томах, (1989);
- "Маршал Жуков. Опала "(1994);
- «Розстріляні маршали» (1999).
- «Генералісимус», у 2 томах, (2002) — біографія Сталіна
- «Маршал Баграмян» Ми багато пережили в тиші після війни "(2006)